# 伯牙环形山
伯牙环形山（Po Ya Crater），是水星上的一个大型圆形环形山，其中心位于水星南纬46.2度，西经20.2度，直径103公里。
该环形山是國際天文聯會在1976年按照大卫·莫里森的《水星命名法的名稱列表》建议命名为伯牙环形山。

## 中文譯名問題
國際天文聯會命名説明，Po Ya 是公元前八世紀的一個人名（沒有說是中國人），而伯牙（Bo Ya）是生於公元前387年，死於公元前299年中國古代音樂家。兩人出現相差五個世紀，因此伯牙的譯名並不符合國際天文聯會命名説明。